# Der Schneemann (1944)

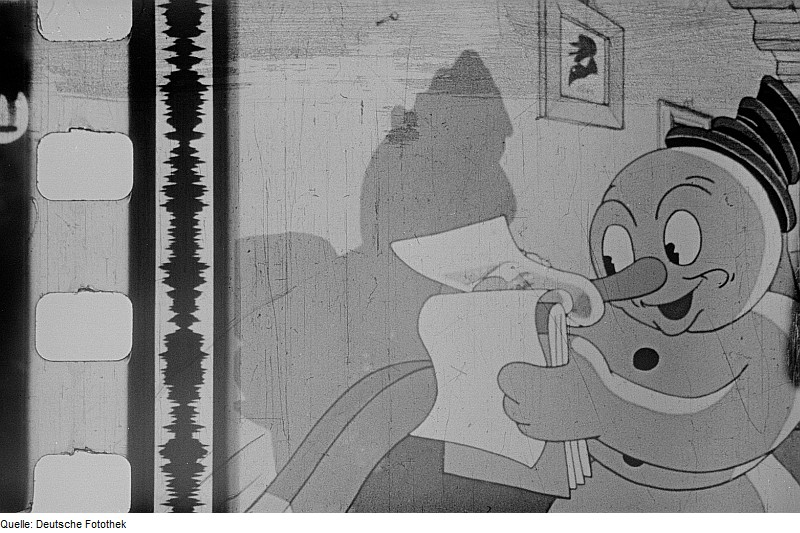
Makroaufnahme eines Einzelbildes aus dem Trickfilm

Der Schneemann (Alternativtitel Der Schneemann – Der Sommer meines Lebens) ist ein deutscher Zeichentrickfilm aus dem Jahr 1944. Autor des Buches war Horst von Möllendorff, die Animationen stammen von Hans Fischerkoesen. Drehort war Potsdam, in der Nähe der UFA Neubabelsberg Studios.

## Handlung
Der Schneemann steht auf einem Dorfplatz, während fallende Schneeflocken ein Herz auf seine Brust zeichnen und ihn zum Leben erwecken. Er beginnt mit dem Schnee zu spielen, bis ein Hund auf ihn aufmerksam wird und ihn bedrängt. Nachdem der Schneemann ihn verjagt hat, repariert er seine Wunden mit Schnee. Anschließend beginnt er Schlittschuh zu laufen, bricht jedoch ein und beginnt zu schmelzen, woraufhin er einen Hügel hinunterrollt und seine Form wiederherstellt.
Müde geworden schläft der Schneemann ein, während ein Kaninchen versucht, ihm seine Möhrennase zu stehlen, was er aber bemerkt. Hiernach betritt er ein Haus, findet sein Ebenbild auf dem Januar-Kalenderblatt sowie ein Sommerbild mit blühenden Pflanzen, das ihn fasziniert und die Begehrlichkeit weckt, einmal den Juli zu erleben. Der Schneemann setzt sich selbst in einen Gefrierschrank, um die Zeit bis zum Sommer zu überbrücken. Während er schläft, schmilzt die Sonne den Schnee draußen und die Vegetation erwacht.
Im Sommer angekommen, erwacht der Schneemann und erblickt durch ein Fenster exakt die Darstellung des Kalenderblattes mit den blühenden Pflanzen. Er lässt sich im Korn treiben, tanzt durch die ländliche Gegend und ärgert mit seinem kalten Schnee ein Huhn sowie eine Kuh. Anschließend schmilzt er unter der Sommerhitze, während er anfängt zu singen: „Das ist der Sommer meines Lebens, wie schön bist du im Blütenkleid. Wer dich gesehn, lebt nicht vergebens, mein Herz zerschmilzt vor lauter Seligkeit… Wie schön bist du…“. Das Kaninchen, das ihm im Winter seine Nase rauben wollte, erscheint mit seinen vier Kindern. Während diese lachen, scheint es traurig zu sein und nimmt die Möhrennase, während es zum Himmel schaut.

## Produktion und Veröffentlichung
Der Film entstand im Studio Agfacolor nach einer Idee von Horst von Möllendorff. Die Geschichte ist dem Märchen Der Schneemann von Hans Christian Andersen entlehnt. Bis auf den Gesang am Ende ist der Film ohne Sprache. Für Zeichnung und Gestaltung waren H. Beekman, S. Birkner, R. Bär, L. Fischer, Hans Fischerkoesen, K. Schleicher, E.V. Tresckow verantwortlich, Fischerkoesen führte auch Regie. Die Musik stammt von Rudolf Perak. Der Film enthielt erstmals für eine Produktion der Beteiligten dreidimensional gestaltete Figuren.
Der Film kam am 3. Februar 1944 in die deutschen Kinos. Später folgten auch Video-Veröffentlichungen in den USA unter wechselnden Titeln: The Magic Snowman, Snowman in July und The Snowman. 2011 erschien der Film zusammen mit anderen Filmen seiner Zeit auf DVD bei absolut Medien in einer von Ulrich Wegenast kuratierten Fassung unter dem Titel Animation in der Nazizeit (Geschichte des deutschen Animationsfilms 2).

## Rezeption
Der Schneemann ist womöglich der bekannteste deutsche Animationsfilm aus der Zeit des Nationalsozialismus. Er sei mit seiner „Leichtigkeit der Handlung und der Ideenreichtum in der Ausführung“ ein herausragendes Beispiel seiner Zeit, so Michael Aschenbach in der Rezension zur späteren DVD-Veröffentlichung. Der Film gehört zu den bemerkenswertesten Bearbeitungen des Märchens Der Schneemann von Hans Christian Andersen, so Carl F. Miller. Im Gegensatz zu Andersens Märchen sei der Film aber nicht düster, sondern trotz des tragischen Ende des Schneemanns relativ fröhlich, utopisch und optimistisch. Eine sehr ähnliche, fröhliche und doch Gefahr bergende Szene und Text findet sich in einer anderen Bearbeitung von Andersens Stoff: Im Schicksal des Schneemanns Olaf in Frozen von 2013, wo er jedoch vor dem Abschmelzen gerettet wird.
Im Gegensatz zu anderen Filmen seiner Zeit handele es sich nicht um einen Propagandafilm, so eine Analyse von Jennifer Rehberger. Die Geschichte zeige keine Bezüge zum Nationalsozialismus und dessen Feindbildern und habe keinen Antagonisten. Allein im Motiv des Durchhaltevermögens, mit dem der Schneemann bis zum Sommer ausharre, könne man eine Verbindung zur Propaganda am Ende des Zweiten Weltkrieges erkennen.